# One-Way Mirror
One-Way Mirror es una banda francesa de metal industrial con influencias tanto del llamado metal de gotemburgo como del nu-metal americano formada en 2005 formada por el exvocalista de Scarve y el actual de Mnemic, Guillaume Bideau.

## Historia
Se juntaron para compartir y crear algunas canciones en un estudio de grabación durante dos semanas solo para tantear qué tal saldrían las cosas. Al final, la química entre ellos fue tan agradable que compusieron 11 temas. Decididos a aventurarse seriamente en este nuevo proyecto que se estaba gestando y con las cosas claras, los músicos se deciden a ir a la mismísima Suecia para grabar el sonido de la batería con Daniel Bregstrand (Meshuggah, In Flames, Soilwork,…) en los estudios Dug Out. Todos los demás instrumentos, incluidas las voces, se grabaron más tarde en los estudios Lyzanxia’s Dome y Guillaume Bideau’s Dogs in the house y producidos por Guillaume Bideau y David Potvin.

## Miembros
- Actuales:
- Guillaume Bideau - Voz
- David Potvin - Guitarra
- Franck Potvin - Guitarra
- Clément Rouxel - Batería
- Perdi- Bajo

- Antiguos:
- Loic Colin - Bajo
- Dirk Verbeuren - Batería

## Discografía
- One Way Mirror - 2008 - Metal Blade
- Destructive by Nature - 2012 - Trepan Records
- Capture - 2015 - Pavement Entertainment

- Datos: Q17623915